# 새뮤얼 오스틴 모펫
새뮤얼 오스틴 모펫(Samuel Austin Moffett, 1864년 1월 25일 ~ 1939년 10월 24일)은 미국의 장로교 선교사·교육자다. 한국이름은 마포삼열(馬布三悅)이다.
인디애나주 매디슨 카운티에서 태어났다.
1890년 조선에 와서 46년간 선교사 생활을 하였으며, 평양에서 22명의 전도사들에게 성서를 가르친 것이 조선예수교장로회신학교의 시작이었다. 조선예수교장로회신학교는 현재 총신대학교와 장로회신학대학교 전신이다. 숭실전문학교 창설에 중심적인 인물이 되었고, 1911년 조선의 독립 운동가를 체포한 105인 사건 때는 미국 장로회 본부 전도국에 보고하여 국제적인 여론을 일으켰다. 1934년 일제의 탄압 때문에 활동할 수 없음을 깨닫고 1936년 미국으로 돌아갔다. 1939년 캘리포니아 몬로비아에서 사망하였다.
그의 아들 새뮤얼 H. 모펫도 1955년 안동에서 사역했으며 장로회신학대학교의 공동 총장을 역임했다. 1973년 11월부터 1981년 4월까지 아세아연합신학대학교 (현 아신대학교) 초대학장으로 활동하기도 했다.

## 묘지
그의 유해는 미국 샌타바버라 근교 카핀테리아 공동묘지에 안장되었다가, 2006년에 장로회신학대학교 내의 이상조기념도서관 앞동산으로 이장되었다.

## 같이 보기
- 새뮤얼 H. 모펫